# Piaszczyste Doły nad Czarną Przemszą
Piaszczyste Doły nad Czarną Przemszą to zespół przyrodniczo-krajobrzowy obejmujący teren dawnego wyrobiska piaskowego o powierzchni 88 ha ulokowany w okolicy Czarnej Przemszy w sosnowieckiej dzielnicy Modrzejów.
Występuje tu 114 gatunków roślin naczyniowych, wśród których obok gatunków rodzimych są również gatunki obce dla flory krajowej. W tej liczbie są 23 gatunki drzew, 10 gatunków krzewów oraz 81 gatunków roślin zielnych. Wśród roślin, 8 jest objętych ścisłą ochroną gatunkową, natomiast 3 są pod ochroną częściową. Szczególnie godne podkreślenia jest występowanie na tym terenie bardzo rzadkiego storczyka – wyblina jednolistnego – wpisanego do rejestru zagrożonych wyginięciem gatunków – Czerwonej księgi roślin Polski. Współwystępuje on z innymi rzadkimi roślinami ściśle chronionymi – skrzypem pstrym, goryczką wąskolistną oraz licznie występującą w tym obszarze kosatką kielichową tworząc płaty kwiecistych muraw napiaskowych. Siedliskiem ciekawej roślinności wodnej i szuwarowej jest również zbiornik pośród lasu brzozowo-sosnowego, stanowiący rodzaj wodnego oczka, stanowiący centrum obszaru.
Ochrona obszaru ma na celu zachowanie ze względów przyrodniczych, naukowych, dydaktycznych, krajobrazowych i kulturowych kompleksu zróżnicowanych, regenerujących się układów biocenotycznych terenów poeksploatacyjnych dawnego wyrobiska piaskowego. Świadome działanie, prowadzące do eliminacji z drzewostanu obcych gatunków może doprowadzić do ukształtowania się zbiorowisk leśnych zgodnych z warunkami siedliskowymi. Ponadto ważnym celem jest również zachowanie dużej powierzchni przyrodniczo cennej w silnie zdegradowanej i zantropogenizowanej dolinie Czarnej Przemszy.
Zbiornik, zwany „Wygoda”, wraz z przyległym terenem stanowi podstawę ośrodka rekreacyjno-wędkarskiego „Rybaczówka”, gdzie znajdują się stanowiska wędkarskie oraz infrastruktura turystyczno-rekreacyjna. Przez teren obszaru w pobliżu ośrodka przebiega rowerowy szlak Dawnego Pogranicza.